# Fortuna Sittard (női csapat)
A Fortuna Sittard női labdarúgó csapatát 2022-ben hozták létre. A holland élvonalbeli bajnokságban szerepel.

## Klubtörténet
2022. január 30-án a KNVB bejelentette, hogy az Telstar és a Fortuna Sittard együtteseivel bővítik a női első osztályú bajnokságot.
Az Azerion játékfejlesztő cég által támogatott alakulatnak rövid időn belül kellett egy profi csapatot összeállítani, amely lépést tarthatott az élvonal többi gárdájával. Atilla Aytekin és Bo Breukers tapasztalt játékosokkal és fiatal tehetségekkel építette fel a klub női szakosztályát, akik a kezdetektől főállásban válhattak a Fortuna tagjaivá.

## Játékoskeret
2023. szeptember 8-tól
| #  |     | Poszt | Név                 |
| -- | --- | ----- | ------------------- |
| 1  | BEL | K     | Diede Lemey         |
| 22 | NED | K     | Claire Dinkla       |
| 30 | NED | K     | Britt Renzen        |
| 2  | NED | V     | Moïsa van Koot      |
| 3  | NED | V     | Myrthe Moorrees     |
| 4  | NED | V     | Samantha van Diemen |
| 5  | SVN | V     | Kristina Erman      |
| 6  | NED | V     | Anna Knol           |
| 11 | NED | V     | Alieke Tuin         |
| 18 | BEL | V     | Isabelle Iliano     |
| 7  | ISL | KP    | Hildur Antonsdóttir |
| 8  | NED | KP    | Dana Foederer       |
| 10 | AFG | KP    | Farkhunda Muhtaj    |
| 15 | NED | KP    | Amber van Heeswijk  |
| 16 | BEL | KP    | Jarne Teulings      |

| #  |     | Poszt | Név                |
| -- | --- | ----- | ------------------ |
| 20 | NED | KP    | Ted Rooijendijk    |
| 26 | TUR | KP    | Yade Acem          |
| 27 | NED | KP    | Suus van der Drift |
| 28 | NED | KP    | Julia Wattilete    |
| 32 | MAR | KP    | Kawtar Ait Omar    |
| 44 | BEL | KP    | Féli Delacauw      |
| 9  | ISL | CS    | María Grós         |
| 13 | NED | CS    | Hanna Huizenga     |
| 14 | NED | CS    | Charlotte Hulst    |
| 21 | NED | CS    | Carolina Wolters   |
| 29 | BEL | CS    | Tessa Wullaert     |
| 19 | CAN | CS    | Chandra Davidson   |
| 11 | NED | CS    | Alike Tuin         |